# Бурмистров, Иван Николаевич
Иван Николаевич Бурмистров (24 февраля 1920, Норовка, Симбирская губерния — 10 сентября 2006, Ульяновск) — гвардии красноармеец Рабоче-крестьянской Красной Армии, участник Великой Отечественной войны, Герой Советского Союза (26.10.1943).

## Биография
Родился 24 февраля 1920 года в селе Норовка Симбирского уезда (ныне — Цильнинский район Ульяновской области) в крестьянской семье. Окончил шесть классов школы. В 1938 году с семьёй Бурмистров переехал в Ульяновск, где работал токарем на Ульяновском машиностроительном заводе имени Володарского. В 1940 году был призван на службу в Рабоче-крестьянскую Красную Армию. Первоначально проходил службу в Забайкалье. С ноября 1941 года — на фронтах Великой Отечественной войны. 7 ноября 1941 года принимал участие в параде, посвящённом очередной годовщине Октябрьской революции, состоявшемся в Куйбышеве, после чего был направлен на фронт. Принимал участие в боях под Тихвином и битве за Москву. Во время боёв был контужен, проходил лечение в госпитале в Ульяновске. После окончания курсов связистов Бурмистров был вновь направлен на фронт, был телефонистом роты связи 225-го гвардейского стрелкового полка 78-й гвардейской дивизии 7-й гвардейской армии Степного фронта. Во время Курской битвы получил ранение в грудь, и вернулся в строй лишь во время боёв под Харьковом. Отличился во время битвы за Днепр.
В ночь с 24 на 25 сентября 1943 года группа связистов из семи человек, среди которых был и Бурмистров, переправилась через Днепр в районе села Домоткань Верхнеднепровского района Днепропетровской области Украинской ССР. Группа проложила по дну реки кабельную линию связи и передавала данные для корректировки артиллерийского огня. Совместно с другими связистами Бурмистров устранил 10 повреждений кабеля. В ходе боёв на плацдарме на западном берегу Днепра Бурмистров и другие связисты уничтожили около 50 вражеских солдат и офицеров.
Указом Президиума Верховного Совета СССР от 26 октября 1943 года за «образцовое выполнение боевых заданий командования на фронте борьбы с немецко-фашистскими захватчиками и проявленные при этом мужество и героизм» гвардии красноармеец Иван Бурмистров был удостоен высокого звания Героя Советского Союза с вручением ордена Ленина и медали «Золотая Звезда» за номером 2864.
Полк Бурмистрова в октябре 1943 года попал в окружение под Кировоградом. Попытка прорыва не удалась, командир полка получил тяжёлое ранение, а немецкие войска предриняли мощную контратаку при поддержке танковых и авиационных сил. В боях раненый Бурмистров попал в плен. Первоначально он содержался в Польше, затем в Австрии в лагере в районе Енгуаву. С лета 1944 года работал в хозяйствах немецких граждан. Дважды безуспешно пытался бежать. В марте 1945 года Бурмистров с двумя товарищами бежал под прикрытием авиационного налёта на лагерь. Вскоре они были вновь схвачены и заперты в сарай. Один из товарищей Бурмистрова знал немецкий язык, что позволило договориться с немецкими охранниками, которые к тому времени уже понимали, что победа СССР неизбежна, и выпустили пленников. Ещё через четверо суток Бурмистров перешёл линию фронта в районе Дуная и соединился с советскими подразделения. Продолжал участвовать в боях в составе частей 19-й стрелковой дивизии 7-й армии. 3 мая 1945 года Бурмистров попал под проверку органов СМЕРШ и был направлен из Чехословакии в Молотовскую область (ныне — Пермский край) в фильтрационный лагерь в районе города Губаха, где работал на шахте.
После смерти Сталина начальник лагеря объявил Бурмистрову, что от офицеров, которые находились в немецком лагере вместе с ним, получены сведения, обеляющие его перед советской властью. Узнав об этом, Бурмистров упал в обморок. После освобождение ему были возвращены его боевые награды. Вернулся в Ульяновск, где работал сначала на почте, затем токарем на Ульяновском автомобильном заводе. В 1972—1976 годах Бурмистров был заместителем директора Ульяновского областного архива по хозчасти. Выйдя на пенсию, активно занимался общественной деятельностью.
Умер 10 сентября 2006 года. Похоронен на Северном кладбище в Ульяновске.

## Награды
- Герой Советского Союза
- Орден Ленина
- Орден Отечественной войны 1-й степени,
- медали[1].

## Память
- На Аллее Славы у ДК имени 1-го Мая (Ульяновск) в 2016 году установлен памятник «Герой Бурмистров И. Н.».
- Имя Ивана Николаевича Бурмистрова нанесено на стелу «Герои-володарцы» Памятника погибшим воинам-володарцам в городе Ульяновск.
- В Ульяновске имя И. Н. Бурмистрова выбито на Обелиске Славы.

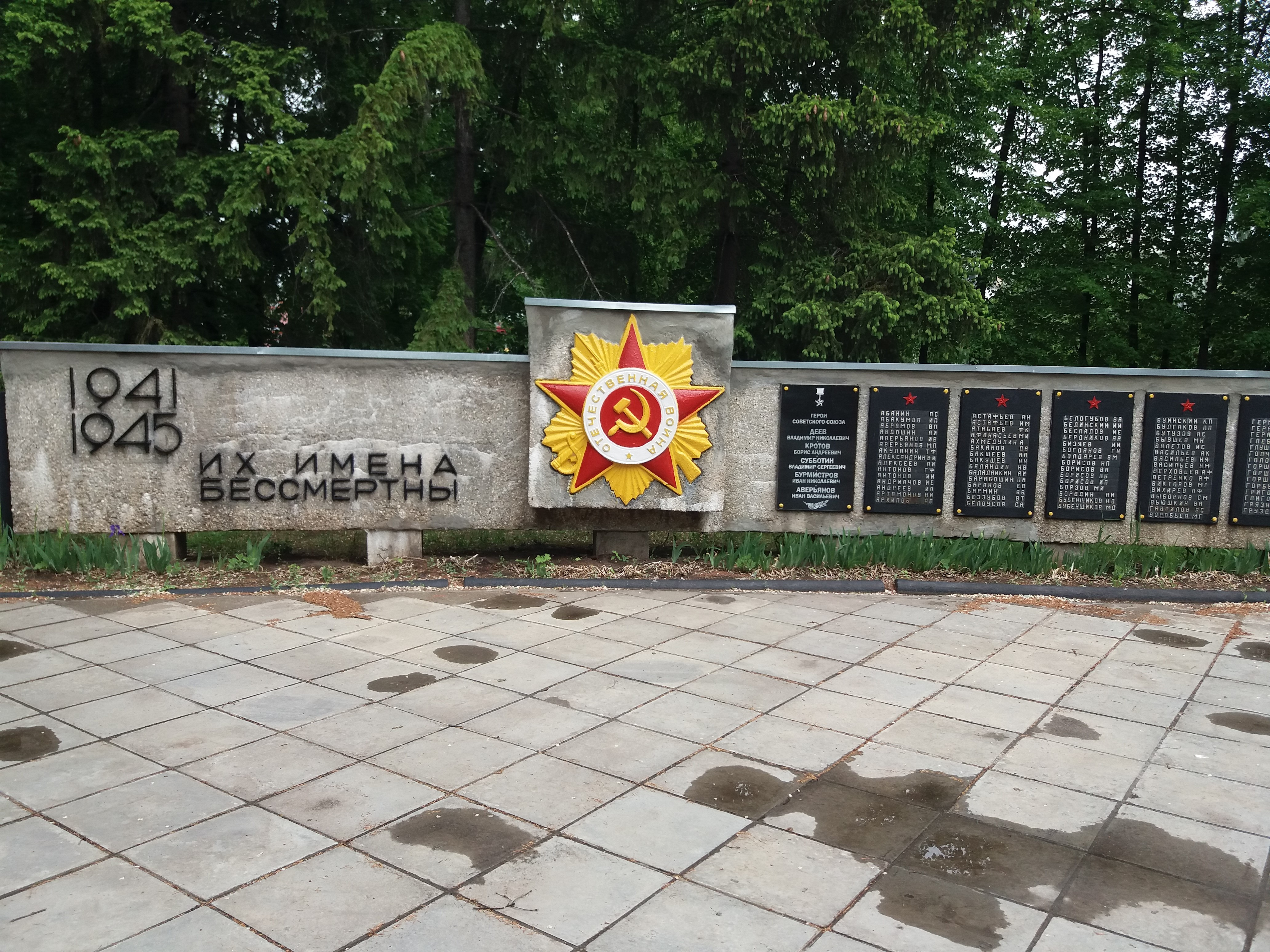
Стела "Герои-володарцы".
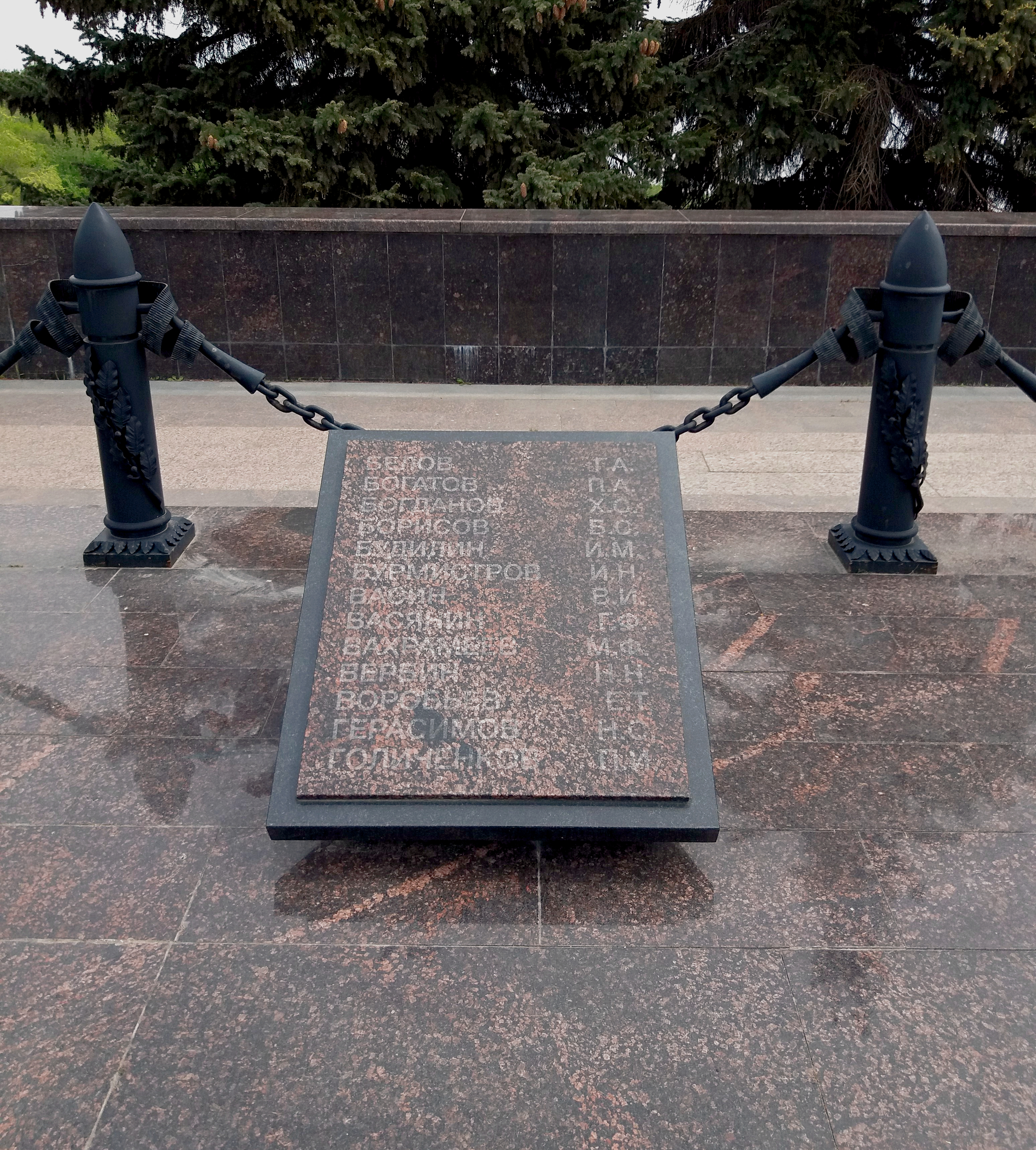
Мемориальная доска с именем Героя.